# Mark Marmoutier
De Mark Marmoutier (Duits: Maurmünster) was een land in de Elzas.  De huidige Franse gemeente Marmoutier ontleent zijn naam aan het klooster. 

## Ontstaan van de Mark
De oorsprong van het land ligt bij een schenking door de Merovingen aan de abdij van Marmoutier. Al vroeg verloor deze abdij de status van rijksklooster en werd het een leen van het prinsbisdom Metz. De heren van Geroldseck bezaten de voogdij over de abdij. De taak van de voogd was de abdij te beschermen, maar de heren van Geroldseck eigenden zich de bezittingen van de abdij toe.
De laatste heer van Geroldseck, Volmar, sloot in 1381 een overeenkomst met de bisschop van Metz: de helft van de heerlijkheid zou bij zijn dood terugvallen aan de leenheer Metz en met de andere helft zouden zijn beide zusters Cunegonde en Adelheid worden beleend.
Na de dood van Volmar van Geroldseck in 1390 werd de heerlijkheid dan ook gemeenschappelijk bezit van drie families. Tot 1614 werd een gemeenschappelijk bestuur gevoerd; daarna werden land en bevolking verdeeld.

## Deel van de graven van Lützelstein
Met de helft van de Mark die teruggevallen was aan het prinsbisdom Metz werden de heren van Lützelstein beleend. Dezen verkochten en verpandden delen van hun aandeel, waardoor ook het prinsbisdom Straatsburg mede-eigenaar werd. De rechten van Straatsburg kwamen in 1394 aan de graaf van Leiningen. Ook kwam er een deel aan de heren van Ramberg. Dezen verkochten hun aandeel in 1417 weer aan Lützelstein. In 1451 kreeg Straatsburg weer een deel als pand in handen en in 1458 verkocht Lützelstein weer aan de heren van Rappoltstein. In 1464 verkocht Straatsburg zijn deel ook aan Rappolstein. In 1628 kwam er een deel aan de heren van Landsberg en in 1633 aan de hertogen van Lotharingen. Ten slotte kwam de totale helft van de Mark in 1671 aan Herman Egon van Fürstenberg.

## Deel van de heren van Ochsenstein
Door het huwelijk van Cunegonde van Geroldseck met Rudolf van Ochsenstein, kwam een kwart van de Mark in 1390 aan de heren van Ohsenstein. Vervolgens werd dit deel verdeeld onder de vijf zonen van dit echtpaar. In 1436 werd zo'n vijfde deel verkocht aan de abdij Marmoutier. Na het uitsterven van de heren van Ochsenstein kwam er door vererving een vijfde deel aan de heren van Fleckenstein en drie-vijfde deel aan de graven van Zweibrücken-Bitsch. Dit deel kwam later van Zweibrücken-Bitsch aan de graven van Hanau. Het deel wat in handen was van de abdij kwam in 1619 aan de heren van Landsberg, in 1645 aan de heren van Schellenberg en in 1671 aan de familie Fürstenberg.

## Deel van de heren van Wangen
Door het huwelijk van Adelheid van Geroldseck met Erhard van Wangen kwam een kwart van de Mark in 1390 in handen van de heren van Wangen. Er volgden verpandingen aan het prinsbisdom Straatsburg in 1419, 1486, 1499 en 1518. In 1537 werd het aandeel in de Mark terug gekocht. Nog in 1609 werden de heren beleend door de bisschop van Metz. In 1667 verkochten de heren hun rechten aan Herman Egon van Fütrstenberg.

## De Mark weer in bezit van de abdij
De graven van Fürstenberg waren door hun aankopen bezitter geworden van vrijwel de hele Mark. Inmiddels was het gebied onder Franse soevereiniteit geraakt en maakte het geen deel meer uit van het Heilige Roomse Rijk. In 1704 stond Fürstenberg zijn rechten in de Mark af aan de abdij, waardoor dus een heel oude situatie werd hersteld.

## Gebied
De Mark bestond naast de stad Marmoutier uit de acht dorpen: Lochwiller, Reutenbourg, Singrist, Salenthal, Dimbsthal, Haegen, Thal-Marmoutier en Gottenhouse.